# Allies (album)
Pour les articles homonymes, voir Allies.
Albums de Crosby, Stills & Nash
Daylight Again
(1982) American Dream
(1988)
Allies est un album en concert de Crosby, Stills & Nash. Il est sorti en 1983 sur le label Atlantic Records.

## Histoire
Cet album rassemble des chansons enregistrées lors d'un concert de 1977 à Houston, durant la tournée de promotion de l'album CSN, et d'autres enregistrées en 1982 à Universal City, durant la tournée de promotion de Daylight Again. Deux chansons enregistrées en studio en 1983 viennent compléter l'album : War Games, qui était censée apparaître dans le film éponyme mais en fut finalement écartée, et Raise a Voice. On retrouve aussi deux versions du groupe de classiques de la musique rock, à savoir leur interprétation toute personnelle de Blackbird des Beatles, ainsi que le classique de l'époque du groupe Buffalo Springfield, For What It's Worth.
David Crosby passera du temps en prison au Texas en 1986, mettant le groupe en pause temporaire. En conséquence, il n'y aura pas d'autre album de Crosby, Stills & Nash avant 1988 et leurs retrouvailles avec Neil Young, cet écart de cinq ans le plus long entre les albums du groupe à ce moment-là.
Réédité en nombre limité au format CD en 1990, l'album est actuellement épuisé.

## Fiche technique

### Titres
| 1. | War Games              | Stephen Stills                               | 2:18 |
| 2. | Raise a Voice          | Graham Nash, Stephen Stills                  | 2:31 |
| 3. | Turn Your Back on Love | Stephen Stills, Graham Nash, Michael Stergis | 5:04 |
| 4. | Barrel of Pain         | Graham Nash                                  | 5:46 |
| 5. | Shadow Captain         | David Crosby, Craig Doerge                   | 4:30 |

| 6.  | Dark Star           | Stephen Stills              | 4:48 |
| 7.  | Blackbird           | John Lennon, Paul McCartney | 2:30 |
| 8.  | For Free            | Joni Mitchell               | 3:48 |
| 9.  | Wasted on the Way   | Graham Nash                 | 3:04 |
| 10. | For What It's Worth | Stephen Stills              | 5:38 |

### Musiciens

#### Crosby, Stills & Nash
- David Crosby : chant, guitare
- Stephen Stills : chant, guitare, claviers
- Graham Nash : chant, guitare, claviers

#### Musiciens supplémentaires
- Danny Kortchmar (en) : guitare électrique (1, 2)
- Michael Stergis : guitare électrique (2)
- George Perry (en) : basse
- James Newton Howard : claviers (1, 3, 4, 6, 10)
- Mike Finnigan (en) : claviers (3, 4, 6, 10), chœurs (4)
- Craig Doerge (en) : claviers (1, 2, 5)
- Joe Vitale (en) : batterie (3-10)
- Jeff Porcaro : batterie (1, 2)
- Efrain Toro : percussions (3, 4, 6, 10)
- Joe Lala : percussions (5)

### Équipe de production
- Stephen Stills, Graham Nash, Stanley Johnston : producteurs
- Ron Albert, Howard Albert : coproducteurs (5, 8)
- Steve Gursky, David Hewitt, Stanley Johnston, Jay Parti : ingénieurs du son
- Jeff Kallestad, Gerry Lentz, Doug Williams : ingénieurs du son assistants